# Boubínský kmet

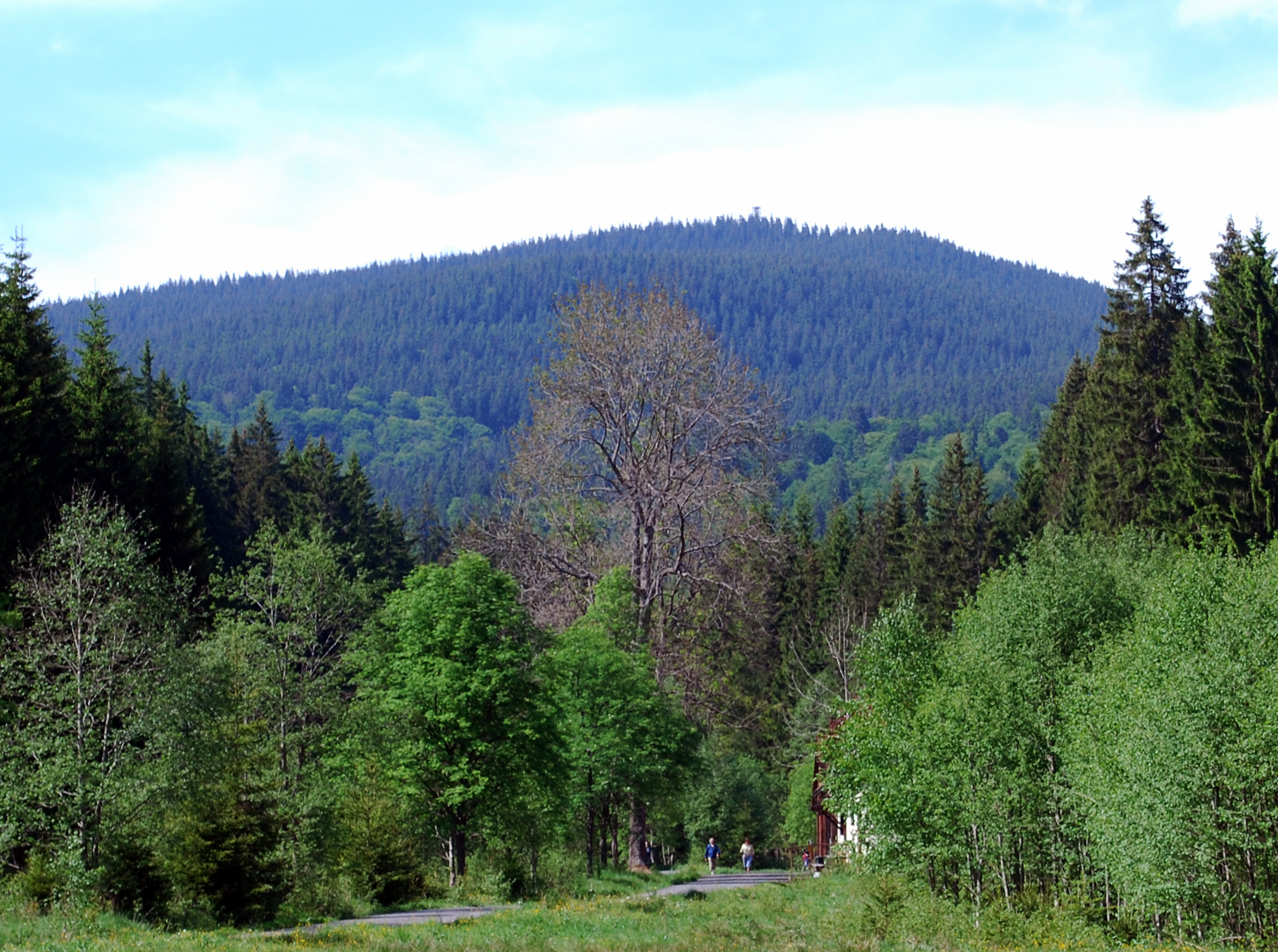
Hora Boubín má podle pověsti svého vládce, jímž je Boubínský kmet

Boubínský kmet je v šumavské mytologii starý pán a vládce Boubína, pamětník jeho slávy, která třikrát zanikla a třikrát byla znovu vzkříšena („třikrát les, třikrát ves“ – pověsti vypravují, že na temeni Boubína býval kdysi hrad a vedle něho osada, pole, pastviny a salaše). Opatruje boubínské lesy. Je obrovitého vzrůstu, vysoký jako jedle. Zjevuje se uprostřed sychravých nocí na vrcholu Boubína. Neškodí lidem, jen je může vyděsit svým zjevem a hrobově temnou samomluvou. Mluví lidskou řečí. Když se prodírá lesem, ozývá se praskot, dupot a šustění stromů, jako by se hnala vichřice. 